# 麻溶
麻溶（1556年—1600年），字明之，號十洲，直隸寧國府宣城縣（今安徽省宣城市）人，明朝政治人物。

## 生平
萬曆十年（1582年）壬午科應天府鄉試第九十三名舉人，萬曆十一年（1583年）聯捷癸未科二甲第四名進士。户部觀政，本年授戶部主事，十五年四月调任吏部稽勋司主事，十六年陞考功司员外郎，给假歸省，十九年補考功司，六月主考陕西乡试，二十年調文选司，本年升吏部稽勋司郎中，二十一年告病。二十三年補验封司郎中，上疏請召还赵南星，忤执政，出为山西布政使司冀南右参政。二十三年三月升山西按察使，二十七年复除山东按察使。二十八年四月擢河南右布政使，卒於赴任途中。麻溶在赴任河南右布政使的途中病逝于滁州，家人无钱收殓，同乡詹沂慷慨解囊，资助其回乡安葬。

## 家族
曾祖麻泰；祖父麻俞四；父麻值，貢士。嫡母陸氏；生母邢氏。永感下。兄麻瀛，按察司佥事；麻潽，监生；麻涵，鸿胪寺序班；麻深。